# Eric Schlomm
Eric Schlomm (Lubecca, 27 dicembre 1991) è un giocatore di football americano tedesco con cittadinanza spagnola, che gioca come punter per gli Hamburg Sea Devils.
Ha a lungo giocato a calcio, avvicinandosi al football americano solo nel 2019, quando si è unito ai Lübeck Cougars. Dal 2022 gioca in ELF, con gli Hamburg Sea Devils.